# Smith College
Smith College är ett universitet för kvinnor i Northampton i Massachusetts, USA. Det grundades 1871 och räknas som en av medlemmarna i Seven Sisters. Bland tidigare studenter märks författaren Sylvia Plath, författaren Margaret Mitchell, presidenthustrun Nancy Reagan, författaren Betty Friedan, och konstnären Margaret French.

## Historia
Smith College grundades 1871 och öppnade fyra år senare för 14 studenter. Skolan fick namn efter grundaren Sophia Smith. Den är den största medlemmen av den historiska septetten Seven Sisters, en grupp av elitskolor för kvinnor i nordöstra USA. Man är också medlem av Five College-konsortiet, en sammanslutning av fem college och ett universitet i de västra delarna av Massachusetts; studenterna från de olika skolorna har rätt att delta i föreläsningar oavsett institution.
Skolan var den första historiskt kvinnliga college-institutionen som – 2004 – erbjöd grundutbildning för ingenjörer.
Smith har inte rätt till forskarutbildning och koncentrerar sig på grundutbildning av kvinnor och tar sedan 2015 även emot transpersoner som studenter. Man tar emot både kvinnliga och manliga studenter på sina specialprogram.
Numera (2022) tar Smith College emot studenter från 49 av USA:s delstater och 72 olika länder. Över 2100 studenter finns på institutionens grundutbildningar (undergraduates), där knappt 300 lärare verkar vid ett 50-tal fakulteter eller program.